# ГЕС Сентроамерика
ГЕС Сентроамерика (ісп. Centroamerica) — гідроелектростанція на північному заході Нікарагуа. Знаходячись перед ГЕС Larreynaga (17 МВт), становить верхній ступінь у дериваційному каскаді, який використовує ресурс із річки Тума, лівої притоки Río Grande de Matagalpa (басейн Карибського моря).
У межах проєкту верхів'я Туми перетворили на водосховище Апанас, для чого перекрили річку греблею Манкотал — кам'яно-накидною спорудою із глиняним ядром заввишки 48 метрів та завдовжки 302 метри, яка потребувала 615 тис. м3 матеріалу. Вона утримує витягнутий по долині річки на 18 км резервуар з максимальною завширшки до 10 км, площею поверхні 54 км2 (може зменшуватись на понад 12 км2 під час роботи гідровузла) та завглибшки до 50 метрів. Сховище має загальний об'єм понад 400 млн м3, а завдяки припустимому коливанню рівня поверхні в операційному режимі між позначками 949 та 956,5 метра НРМ корисний об'єм становить 265 млн м3.
Тума витікає зі східної частини витягнутого в широтному напрямку Апанас, тоді як із західного його завершення прокладено дериваційну трасу через водорозділ з верхів'ям річки Ель-Какао, лівої притоки Rio Viejo, яка впадає з півночі в озеро Манагуа (періодично дренується потоком Тіпітапа до озера Нікарагуа, котре через річку Сан-Хуан також належить до басейну Карибського моря). Спершу вода прямує по каналу довжиною біля 4 км, після чого потрапляє в тунель завдовжки 2,8 км з діаметром 3 метри. По завершенні останнього прокладено напірний водовід завдовжки 0,7 км зі спадаючим діаметром від 2,75 до 2,45 метра.
Виконаний у заглибленому варіанті машинний зал має глибину 25 метрів та діаметр 20 метрів. Основне обладнання станції становлять дві турбіни типу Френсіс потужністю по 25 МВт, які при напорі у 265 метрів повинні забезпечувати виробництво 187 млн кВт-год електроенергії на рік.
Відпрацьована вода потрапляє у Ель-Какао, по якій раніше прямувала до устя і далі по Rio Viejo на ГЕС Санта-Барбара. З 2015 року ввели в експлуатацію зазначену вище ГЕС Larreynaga, котра відбирає ресурс майже одразу після ГЕС Centroamerica, а випускає його вже до Rio Viejo.
Видача продукції відбувається по ЛЕП, розрахованій на роботу під напругою 138 кВ.